# Ruines Humaines
Ruines Humaines — дебютный мини-альбом и первый релиз французской пост-панк/блэкгейз-группы Amesoeurs, выпущенный 6 октября 2006 года на лейбле Northern Silence Productions. Обложку альбома сделал Фурси Тесьер, позже присоединившийся к группе в качестве гитариста/басиста.

## Отзывы критиков
| Оценки критиков | Оценки критиков |
| Источник        | Оценка          |
| --------------- | --------------- |
| metal.de        | [ 1 ]           |
| Metal Storm     | без оценки      |

Рецензент Metal Storm пишет, что Amesoeurs взяли лучшие элементы сырого блэк-метала и шугейза и смешали их в «единое потрясающее целое».

## Список композиций
| №  | Название             | Длительность |
| -- | -------------------- | ------------ |
| 1. | «Bonheur Amputé»     | 4:32         |
| 2. | «Ruines Humaines»    | 6:25         |
| 3. | «Faiblesse des Sens» | 5:02         |

## Участники записи
- Neige — вокал, гитара, бас-гитара, клавишные, ударные
- Одри Сильвен[англ.] — вокал